# 784 (numero)
Settecentottantaquattro (784) è il numero naturale dopo il 783 e prima del 785.

## Proprietà matematiche
- È un numero pari.
- È un numero composto con 15 divisori: 1, 2, 4, 7, 8, 14, 16, 28, 49, 56, 98, 112, 196, 392, 784. Poiché la somma dei suoi divisori (escluso il numero stesso) è 983 > 784, è un numero abbondante.
- È un numero semiperfetto in quanto pari alla somma di alcuni (o tutti) i suoi divisori.
- È un numero potente.
- È un numero odioso.
- È un numero felice.
- È un numero pratico.
- È un numero intoccabile.
- È un numero palindromo e un numero ondulante nel sistema di numerazione posizionale a base 13 (484), a base 17 (2C2) e in quello a base 27 (121).
- È parte delle terne pitagoriche (105, 784, 791), (462, 784, 910), (588, 784, 980), (784, 1260, 1484), (784, 1470, 1666), (784, 2337, 2465), (784, 2688, 2800), (784, 3087, 3185), (784, 4770, 4834), (784, 5460, 5516), (784, 9588, 9620), (784, 10962, 10990), (784, 19200, 19216), (784, 21945, 21959), (784, 38412, 38420), (784, 76830, 76834), (784, 153663, 153665).

## Astronomia
- 784 Pickeringia è un asteroide della fascia principale del sistema solare.
- NGC 784 è una galassia irregolare della costellazione del Triangolo.
- Gliese 784 è un oggetto celeste.
- IC 784 è una galassia nella costellazione della Vergine.

## Astronautica
- Cosmos 784 è un satellite artificiale russo.

## Altri ambiti
- Route nationale 784 è una strada statale della Francia.